# Esko Aho
Esko Aho   (Veteli, 20 de maig de 1954) és un polític finlandès, que fou Primer Ministre de Finlàndia entre 1991 i 1995. Amb 36 anys, es va convertir en el primer ministre més jove de Finlàndia. Va governar el seu país entre 1991 i 1995. Va ser candidat a les eleccions presidencials de l'any 2000, en les quals va quedar en segon lloc, darrere de Tarja Halonen. És membre del Club de Madrid.